# Sahra Mirow

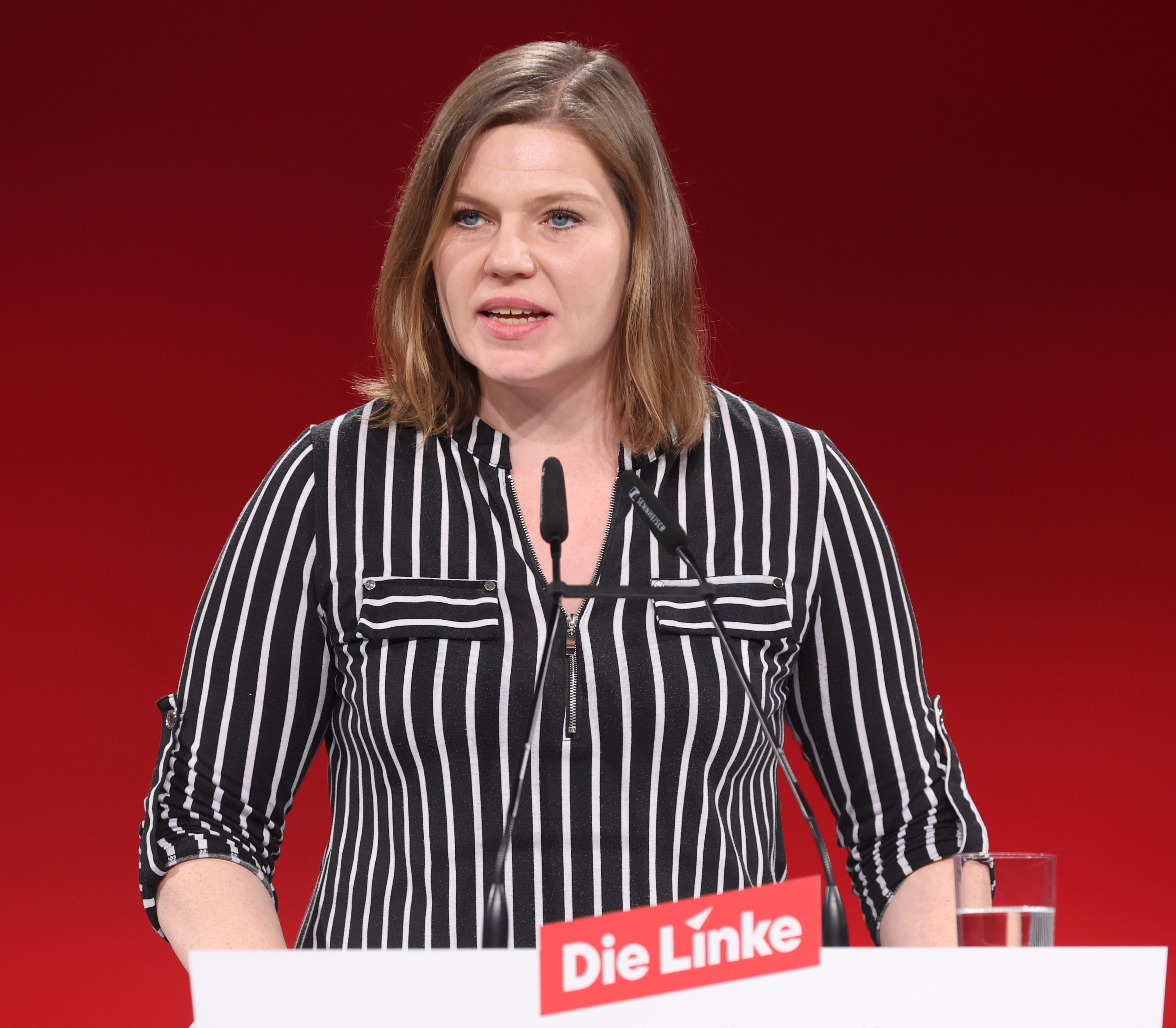
Sahra Mirow 2025

Sahra Mirow (* 10. Januar 1984 in Lübeck) ist eine deutsche Politikerin (Die Linke). Sie ist seit 2025 Mitglied des Deutschen Bundestages. Seit 2018 ist sie Landesvorsitzende von Die Linke Baden-Württemberg.

## Persönlicher Werdegang

### Ausbildung und Beruf
Mirow kam aus Lübeck nach Heidelberg und studierte dort Ostasienwissenschaften und Archäologie. 2010 erlangte sie bei Barbara Mittler am Institut für Sinologie ihren Bachelor-Grad mit einer Arbeit zum Thema „Branding“ Taiwan: Nationale Identitäten im Wandel und die Entstehung der taiwanesischen Identität. Nach dem erfolgreichen Abschluss des Studiums arbeitete sie als wissenschaftliche Mitarbeiterin im Wahlkreisbüro des Bundestagsabgeordneten Michael Schlecht in Mannheim. Danach arbeitete sie als wissenschaftliche Mitarbeiterin im Wahlkreisbüro der Bundestagsabgeordneten Gökay Akbulut.

## Politischer Werdegang

### Partei Die Linke und Kommunalpolitik
Sie trat 2009 der Partei Die Linke und 2011 der Linksjugend solid bei. Sie war Landessprecherin der Linksjugend Solid Baden-Württemberg und ist im Vorstand des Kreisverbands der Linken in Heidelberg aktiv.
Seit 2013 ist sie Mitglied des geschäftsführenden Landesvorstandes. Zudem engagiert sie sich seit 2014 als Stadträtin und Fraktionsvorsitzende im Heidelberger Gemeinderat mit den Schwerpunkten Sozial- und Jugendpolitik. Sie gehört dem Sozial- sowie dem Jugendausschuss des Gemeinderates an.

### Kandidaturen
Mirow kandidierte erfolglos bei den Bundestagswahlen 2013 und 2017 im Bundestagswahlkreis Heidelberg. Bei der Landtagswahl in Baden-Württemberg 2016 kandidierte sie für ihre Partei im Landtagswahlkreis Heidelberg, verfehlte jedoch ein Mandat. Am 24. Oktober 2018 wurde sie zu einer der zwei Landesprecher der Linken Baden-Württemberg gewählt.
Zur Landtagswahl 2021 trat Mirow als Spitzenkandidatin der Linken in Baden-Württemberg und im Wahlkreis Heidelberg an. Sie erzielte in ihrem Wahlkreis 8,4 Prozent der Stimmen und damit das zweitbeste Ergebnis der Linken in Baden-Württemberg.

### Deutscher Bundestag
Bei der Bundestagswahl 2025 trat Mirow erneut im Wahlkreis Heidelberg an und wurde über den Listenplatz 1 der baden-württembergischen Linken zur Bundestagsabgeordneten gewählt. Im 21. Deutschen Bundestag ist sie Mitglied in folgenden Ausschüssen und Gremien:
- Ordentliches Mitglied und Obfrau ihrer Fraktion im Ausschuss für Wohnen, Stadtentwicklung, Bauwesen und Kommunen
- Stellvertretendes Mitglied im Ausschuss für Umwelt, Klimaschutz, Naturschutz und nukleare Sicherheit
- Ordentliches Mitglied in der Deutsch-Französischen Parlamentarischen Versammlung

Sie engagiert sich bei Amnesty International und ist Mitglied bei ver.di, Lobbycontrol und der Rosa-Luxemburg-Stiftung.